# Інститут імені Фріца Габера
Інститут ім. Фрітца Габера (повна назва: Інститут ім. Фрітца Габера Наукового товариства ім. Макса Планка, нім. Fritz-Haber-Institut der Max-Planck-Gesellschaft (MPG)) — німецька науково-дослідна установа фізико-хімічного профілю, що входить до складу Наукового Товариства ім. Макса Планка. Інститут знаходиться в кварталі Далем міста  Берліна.

## Історія
Інститут було засновано в 1911 році як Інститут фізичної хімії та електрохімії товариства ім. Кайзера Вільгельма. Першим директором інституту став відомий німецький хімік, лауреат Нобелівської премії з хімії
Фріц Габер. У 1913—14 роках в інституті працювало 5 науковців, 10 асистентів, 13 добровольців та студентів, а бюджет інституту становив 70 000 марок за винятком заробітної плати директора.
Початок Першої світової війни радикально змінив ситуацію в інституті. Він почав займатися військовою тематикою: розробкою вибухівки, хімічної зброї та засобів захисту від неї (зокрема протигазів та респіраторів). Ініціатива в цьому виходила від самого Фріца Габера, який під впливом патріотичних почуттів вважав що перехід від окопного способу ведення бойових дій до використання газів дасть можливість швидко завершити війну. На час війни інститут значно розширився і в ньому працювало близько тисячі співробітників. Після завершення війни з боку представників країн-переможців лунали звинувачення Габера у військових злочинах, що не завадило йому в 1918 році отримати Нобелівську премію з хімії.
Після завершення Другої світової війни інститут потрапив до американської зони окупації Берліна. Нормальне фінансування інстиутут було відновлено лише в 1947 році.
В 1951 році Макс фон Лауе у семидесятиоднорічному віці став директором інституту. З цього моменту почався новий період консолідації, під час якого фон Лауе застосував увесь свій вплив та наукову репутацію для відбудови інституту. Офіційне включення інституту до Товариства імені Макса Планка відбулося в 1953 році, тоді ж інститут було перейменовано в Інститут ім. Фріца Габера.
За час існування, в інституті працювали такі лауреати Нобелівської премії:
Макс фон Лауе (1914 рік, фізика), Фріц Габер (1918 рік, хімія), Джеймс Франк (1925 рік, фізика), Отто Ган (1944 рік, хімія), Юджин Вігнер (1963 рік, фізика), Ернст Руска (1986 рік, фізика), Герхард Ертль (2007 рік, хімія).

## Структура інституту
Інститут складається з п'яти відділів:
- Відділ неорганічної хімії (керівник — професор Роберт Шльоґл);
- Відділ хімічної фізики (керівник — професор Ганс Йоахим Фройнд );
- Відділ молекулярної фізики (керівник — професор Ґерард Мейєр);
- Відділ фізичної хімії (керівник — професор Мартін Волф, колишній керівник — професор Ґергард Ертль, лауреат Нобелівської премії з хімії за 2007 рік);
- Теоретичний відділ (керівник — професор Маттіас Шеффлер).

Кожен з відділів включає в себе декілька дослідницьких груп.
Інститутом керують адміністративний директор та рада директорів, до якої входять керівники всіх відділів.

## Наукові дослідження
Інститут здійснює експериментальні та теоретичні наукові дослідження з неорганічної хімії, хімічної фізики, молекулярної фізики, фізичної хімії, квантової хімії, фізики поверхонь, біофізики.